# دانی و من
دانی و من نام یک مجموعهٔ تلویزیونی ایرانی به کارگردانی « علی عبدالعلی‌زاده» و «ارژنگ امیرفضلی» است که از برنامه کودک و نوجوان شبکه تهران پخش می‌شد. این مجموعه، در سه سری تولید و پخش گردید: سری اول (به کارگردانی  علی عبدالعلی‌زاده) در سال ۱۳۷۷ و سری دوم (به کارگردانی  علی عبدالعلی‌زاده) در سال ۱۳۷۸ و سری سوم (به کارگردانی ارژنگ امیرفضلی) در سال ۱۳۸۹ ساخته و پخش شدند.

## خلاصه داستان
این مجموعه تلویزیونی، دربارهٔ شخصی به نام غزل است، که در میان خانواده ای زندگی میکند و به تنهایی نقاشی میکشد.روزی یکی از نقاشی ها زنده میشود و یک بچه دایناسور به نام دانی از نقاشی می آید.روزگار آنها به خوبی و خوشی سپری میشود تا اینکه روزی ...

## بازیگران و عوامل تولید

### بازیگران سری اول (۱۳۷۷)
- پرستو گلستانی
- ابراهیم‌آبادی
- حمید گودرزی

### بازیگران سری دوم (۱۳۷۸)
- مریم سعادت
- حمید لولایی
- حسین رفیعی
- وحید رزاقی
- محمد جعفری
- مرتضی احمدی
- پرستو گلستانی
- حمید گودرزی
- رابعه اسکویی
- شمسی فضل‌الهی
- محمدعلی ورشوچی
- داریوش رضوانی
- نکیسا نمکی
- بابک والی[۱]
- جاوید رشیدی
- حسین موسوی
- شاهین علایی‌نژاد
- احمد علیزاده
- پژمان مهدوی
- روشنک عجمیان

### بازیگران سری سوم
- نادر سلیمانی
- روشنک عجمیان
- بیژن بنفشه‌خواه
- کیمیا موکاری
- منوچهر آذر
- سپند امیرسلیمانی
- سعید آقاخانی
- رضا فیاضی
- آرام جعفری
- آتش تقی‌پور
- یوسف صیادی
- باقر صحرارودی
- رضا بنفشه‌خواه
- ارژنگ امیرفضلی

### عوامل تولید (سری اول و دوم)
- کارگردان:  علی عبدالعلی‌زاده
- دستیار کارگردان: وحید رزاقی
- آهنگساز: علی راست گفتار
- تصویردار: فریدون کاظمیان
- طراحی صحنه و لباس: سیامک احصایی[۲]
- تهیه‌کننده: شهلا ولی‌زاده
- محصول: شبکه تهران
- سال تولید و پخش: ۱۳۷۸–۱۳۷۷

### عوامل تولید (سری سوم)
- کارگردان: ارژنگ امیرفضلی
- نویسندگان: امیرسلطان احمدی و الناز رشیدیان
- تهیه‌کننده: شهلا ولی‌زاده
- آهنگ؛ علی راست گفتار
- محصول: شبکه تهران
- سال تولید و پخش: ۱۳۸۹